# Depsages solandri
Depsages solandri là một loài bọ cánh cứng trong họ Cerambycidae.